# 模擬遊戲
模擬遊戲（英語：simulation game）又称沙盒游戏，簡稱SIM或SLG。以電腦模擬現實或虚构世界當中的環境與事件，提供玩者一個近似於真實情境的遊戲，都可以稱作模擬遊戲。除了戀愛模擬遊戲，這一類的遊戲大多沒有明顯結局。

## 類型
單純稱為模擬遊戲時，由於涵蓋的意義相當廣泛，因此通常會進一步以更細分的類型進行分類。以下列出一般被視為模擬遊戲，或包含模擬遊戲元素的類型。

### 戰爭模擬遊戲
- 信長之野望系列
- 三國志系列
- 提督之決斷系列
- 全面戰爭系列
- 鋼鐵雄心系列
- 征服四海系列

### 战争模拟
以戰爭為題材的戰爭遊戲（也被稱為模擬戰爭遊戲或簡稱戰爭遊戲）。最古老的模擬遊戲被認為是將棋和西洋棋。將棋和西洋棋最初是以模擬戰爭為題材的棋盤遊戲。在第二次世界大戰期間，日本軍隊曾使用這類遊戲進行軍隊的戰術研究（即兵棋推演）。此後，它們以桌上遊戲或電子遊戲的形式發表並上市，並根據模擬規模分為戰略級、作戰級和戰術級（甚至還有考量個人動作的戰鬥級，或跨越兩個層級的作戰戰略級）。此外涉及中世紀以前的戰爭或太空歌劇等宇宙戰爭的遊戲也屬於此類型。
- 命令与征服系列

国内では1980年代頃に海外メーカー製のこのジャンルの圖版遊戲を玩具メーカーなどが国内で販売したことに端を発して、このジャンル（非リアルタイムで戦闘を再現するゲーム）についてシミュレーションゲームという呼称が一般的になった。
後に电脑游戏、游戏机游戏としてコンピュータ上で再現、および対戦相手をコンピュータが行うようにしたものが発売されて今に至っている。
任天堂战争系列（発売元：任天堂）、大戦略シリーズ（発売元：システムソフト）、聯合前線（発売元：セガ・エンタープライゼス）がこれにあたる。

### 城市模拟
城市模擬，大多是沒有明確目標的遊戲，遊戲時間通常在仍有資源可以持續發展城市的前提下，沒有明確結束的時間點。玩家可自由建設或拆除建築物，或是藉由各種災難使城市產生模擬上的壓力。
- 模擬城市系列
- 模擬農場
- 模擬大樓
- Lincity
- OpenCity
- 超級大城市
- 都市：天际线

### 经营模拟
- OpenTTD
- 模擬交通
- Bygfoot
- 都市运输
- 铁路大亨系列
- 黑金企業系列
- Hobo: Tough Life

### 培育模拟
培育模擬以養寵物，或是培養子女為主。
- 任天狗
- 模擬山羊

### 人生模拟
- 模拟人生系列（不包括第一代）
- 第二人生
- 虛擬人生
- InZOI

### 交通工具模拟
交通工具模擬，在提高遊戲畫面的精緻度與操作擬真的前提下，亦有可能做為該種交通工具的駕駛訓練之用。這相較於使用真實交通工具的駕訓，可以大幅節省費用，以及避免真實駕訓時發生意外的損失。
- Rigs of Rods
- 电车GO!

#### 舰船模拟
- 深海危机
- Ship simulator 2008
- Courtney Marchelletta Ship Simulator
- 戰艦世界
- 現代戰艦

#### 飞行模拟
- FlightGear
- X-Plane
- 微軟模擬飛行系列

#### 赛车模拟
参考 赛车游戏

#### 其他交通工具模擬
- NS training simulator
- 電車GO！Final
- gogoMRT
- Bus Simulator 2012
- Digger simulator2011
- 18輪大卡車系列
  - 硬盤卡車:18輪大卡車
  - 18輪大卡車穿越美國
  - 18輪大卡車踏板的金屬
  - 18輪大卡車:車隊
  - 18輪大卡車:Haulin'
  - 18輪大卡車:美國長距
- 卡车模拟系列
  - 欧洲卡车模拟
  - 欧洲卡车模拟2
  - 美国卡車模擬

### 太空交易战斗模拟
- X (游戏系列)
- Vega Strike
- Oolite